# 马克斯·普朗克引力物理研究所
马克斯·普朗克引力物理研究所（德語：Max-Planck-Institut für Gravitationsphysik），也称为阿尔伯特·爱因斯坦研究所（Albert-Einstein-Institut），是马克斯·普朗克学会的一个研究机构，研究领域涉及爱因斯坦的广义相对论、数学、量子引力，相对论天体物理和引力波天文学。该研究所成立于1995年，位于波茨坦（理论分支）以及汉诺威（实验分支）。
自1998年起，研究所出版了开放获取（Open Access）的评论期刊活着的相对论评论。

## 参与项目
该研究所参与的主要项目包括：
- 引力波探测器GEO 600（英语：GEO 600）
- LIGO科学协作探测器的数据分析
- 计划和研制空间引力波探测器LISA
- Einstein@home项目
- PyCBC（英语：PyCBC）项目

## 研究生项目
引力物理研究所参与了两个国际马克斯·普朗克研究学校（IMPRS），后者是由马克斯·普朗克研究所与当地大学合作的博士研究生项目。
几何分析，引力和弦理论国际马克斯·普朗克研究学校 的合作伙伴为柏林自由大学、洪堡大学以及波茨坦大学。
引力波天文学国际马克斯·普朗克研究学校 （页面存档备份，存于） 的合作伙伴为汉诺威大学和汉诺威激光中心 （页面存档备份，存于）。